# Satrapie de Bactriane
Pour un article plus général, voir Bactriane.
Sauf précision contraire, les dates de cet article sont sous-entendues « avant l'ère commune » (AEC), c'est-à-dire « avant Jésus-Christ ».
Années 540
La satrapie de Bactriane est devenue vers 540 av. J.-C. la 12e satrapie de l'Empire achéménide. Elle a ensuite été intégrée dans l'empire d'Alexandre III (Alexandre le Grand). À sa mort, elle a été partagée entre ses successeurs, les diadoques, puis est devenue une satrapie du royaume séleucide à l'époque hellénistique.

## Géographie

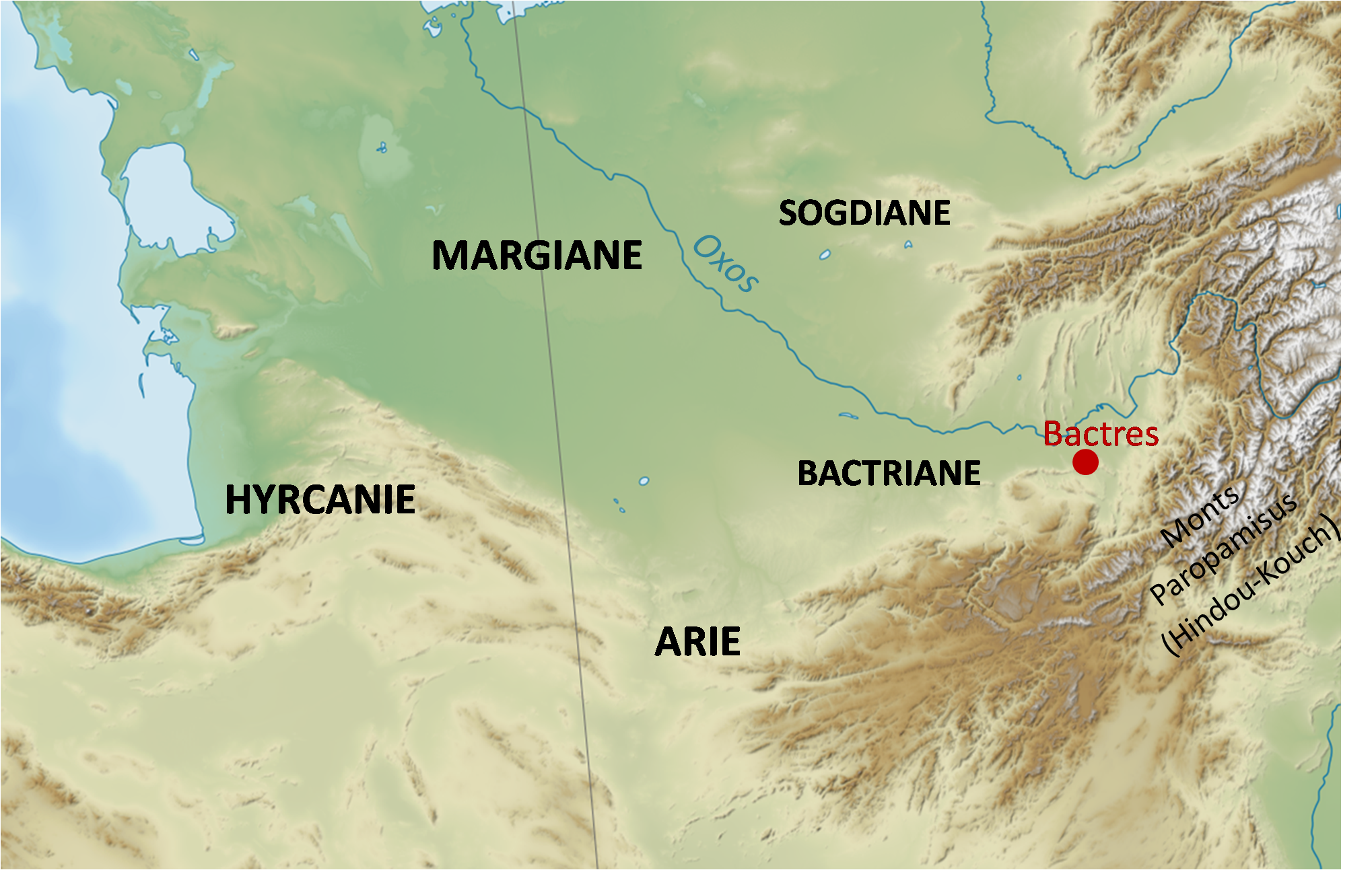
Localisation de la satrapie de Bactriane et de sa capitale Bactres

La Bactriane est une région située au nord de l'actuel Afghanistan. Le fleuve Oxus la sépare de la Sogdiane située au nord. À l’est se trouve la Scythie et au sud-ouest l'Arie. Les monts Paropamisus et l’Inde constituent ses limites au sud et l’Hyrcanie sa limite à l'ouest.   
La Bactriane est un territoire vaste, essentiellement montagneux. Ses terres sont vierges de toute culture excepté de celle de l’olivier. Il semble tout de même s'agir d'une région fertile, sa fertilité étant attestée par les réseaux de canalisations trouvés . Elle est parcourue par l’Oxus, l’Ochus et l’Iaxarte.
La capitale de la Bactriane est Bactres, également appelée Zariaspa. Elle supplanterait les autres villes par sa grandeur ainsi que par ses fortifications. Les rois y résident  et tel a été le cas de Zoroastre qui y serait décédé, en vertu du Shâh Nâmeh (voir Balkh en anglais).  
Huit cités sont créées lors de la conquête d’Alexandre III tandis que d’autres sont détruites comme Cariatoe. Araivant et Varaina sont les centres principaux des entrepôts de l’administration ; Maitanalca est un dépôt de provision et Aornus, le siège du gouverneur sous l’ordre satrape. Les sources ne permettent cependant pas de localiser des cités importantes telles que Drespa-Adrapsa et Aornos. La Bactriane aurait compté trois Alexandrie : Alexandrie Oxiana, à proximité de l'Oxius ; Alexandrie près de la capitale ; Alexandrie Eschatè située dans le Haut Oxus .

## Histoire de la région avant la conquête par Alexandre III

### Les conquêtes militaires de Ninus et Cyrus II
Diodore d'Agyrion, présente la Bactriane comme une « contrée d'un accès difficile » (du fait de sa situation géographique) et « peuplée de guerriers ». La conquête de la région par Ninos, roi d'Assyrie, ne s'est d'ailleurs pas réalisée sans difficultés. Il a en effet reporté la guerre  et ce n’est qu’après avoir fondé Ninive (en 1218 selon la chronologie d’Hérodote) de long de l’Euphrate qu'il s'est lancé dans la conquête effective. Ainsi, l'armée de Ninus parvint à s'emparer assez facilement des villes principales de la Bactriane, sauf de Bactres, protégée par ses importantes forteresses.Assiégée, la capitale a finalement été prise et vidée de tous ses trésors en or et en argent.  
Puis, bien plus tard, entre 545 et 540, Cyrus II a annexé la Bactriane qui a été intégrée à l’Empire achéménide. Cette région est devenue la 12e satrapie de l'Empire, c'est-à-dire une circonscription administrative et fiscale avec à sa tête un gouverneur nommé satrape. 

### Culture et ethnographie

#### La Bactriane et ses richesses
La Bactriane a occupé une place importante au sein de l'Empire Perse jouant notamment un rôle commercial actif. Cette région est en effet considérée comme un véritable carrefour des routes de la soie en Asie . L'architecture de la capitale et les nombreux trésors pillés par Ninive attestent du potentiel de la Bactriane. De plus, le sanctuaire d'Anahita, divinité, était semble-t-il construit dans la capitale et recelait d'importantes richesses (voir Bactres).  
Cette région a occupé une place extrêmement importante dans le domaine de la religion avec le développement du Zoroatrisme (vers 1240 selon la chronologie d'Hérodote). Zarathoustra (traduit Zoroastre en grec) fut son fondateur.  

#### Les Bactriens et leur mode de vie
Selon Strabon, les habitants de Bactriane, appelés Bactriens, menaient un mode de vie similaire à celui des Nomades avec lesquels ils partageaient certaines mœurs. Le même auteur évoque une pratique effrayante à laquelle Alexandre III a mis fin : des Bactriens âgés ou atteints de maladies incurables étaient dévorés par des chiens. Cependant, les Bactriens étaient semble-t-il plus civilisés que les Nomades bien qu'Onésicrite (mentionné par Strabon) n'en ait pas livré une description très flatteuse.    
Des fouilles archéologiques ont quant à elle permis de découvrir que les premières civilisations urbaines se sont développées dès l'âge du bronze (voir Bactres). La ville en Bactriane a de plus connu une expansion sous la domination Achéménide. Les forteresses-entrepôts ainsi que les palais construits à Dashly entre 2300 et 1700 témoignent de cette civilisation urbaine.  
La langue iranienne parlée par les bactriens a connu une importante évolution. La langue de cette région était à l'origine le zend. Cette langue fut utilisée par Zoroastre dans tous ses livres et nous est parvenue grâce à l’Avesta, le livre saint du zoroastrisme. Le zend est une langue qui s’écrit de droite à gauche, beaucoup de voyelles sont employées (parmi son alphabet de 42 lettres) dans l'écriture des mots qui sont d’une certaine longueur. Le grec est ensuite devenu une langue parlée au sein de l'administration de la Bactriane après que celle-ci fut envahie par Alexandre III. Puis bien des années plus tard, les Kouchans ont transcrit la langue locale, le bactrien, en ayant recours à l'écriture grecque. Cette transcription d'une langue locale au moyen du grec confère un caractère exceptionnel au bactrien par rapport aux autres langues de la région .

#### La présence de grecs avant la conquête d'Alexandre
Edouard Will a formulé une hypothèse concernant une présence grecque en Bactriane avant même la conquête d'Alexandre. Se fondant sur une phrase d'Hérodote, l'historien évoque la possibilité selon laquelle la Bactriane aurait été "un lieu de déportation" sous les achéménides.

## Histoire de la région sous la domination Macédonienne

### Conquête par Alexandre III (329-327)

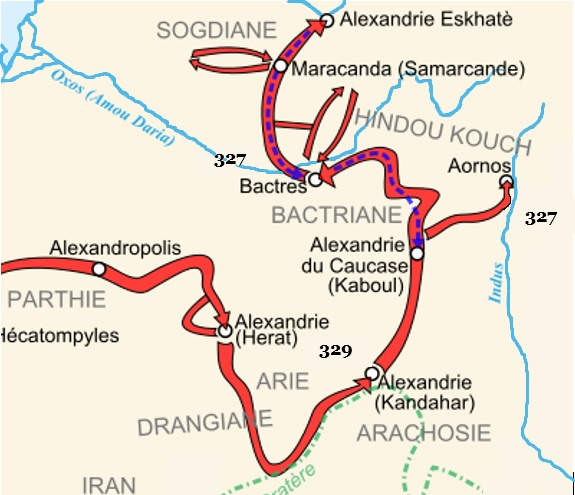
La conquête d'Alexandre III de la Bactriane

La conquête de la Bactriane par l'armée d'Alexandre est rapide : elle ne dure que deux ans, de 329 à 327.  
En 330, le satrape de Bactriane Bessos (ou Bessus) capture et assassine le roi achéménide Darius III. Alexandre se proclame successeur du Grand Roi et se lance à la poursuite de Bessos, entraînant la conquête de la Bactriane.
Après avoir soumis l'Hyrcanie, Alexandre marche dès 329 sur la Bactriane où Bessos s'est réfugié après s'être proclamé roi de l'Asie sous le nom d'Artaxerxès V. « Alexandre, après avoir réuni toutes ses troupes, se dirige vers la Bactriane ». Il soumet les Dragogues, les Dranges, les Arachotes et arrive au pied du Caucase où il fonde Alexandrie du Caucase.
Le conquérant franchit les montagnes et prend sans difficulté les deux villes majeures de Bactriane : Aorne, où il laisse une garnison macédonienne, puis Bactres. D'après Arrien, le reste de la région cède rapidement malgré la politique de ravage des terres menée par Bessos pour affamer l'armée d'Alexandre. Le roi de Macédoine confie la satrapie au persan Artabaze puis franchit l'Oxus pour retrouver Bessos qui a fui en Sogdiane.
Alexandre profite également de la conquête de cette marge d'empire pour capturer Roxane, fille de l'aristocrate bactrien Oxyarte, qu'il épouse en 327. De cette union naît Alexandre IV.

### Administration sous Alexandre III (327-323)[22]
À la suite de la fuite de Bessos en Bactriane, Alexandre III le pourchasse et l’exécute en Bactriane. 
Cette satrapie perse correspondant à une division administrative de l’Empire est ainsi reprise par Alexandre III et perpétuée au-delà de son règne durant l'époque des diadoques (les successeurs d'Alexandre III). Le terme satrape, d’origine persane, signifie « protecteur du pouvoir ». Hérodote a recours au terme hyparque, soit une personne exerçant un commandement en qualité de subordonné, afin de désigner les satrapes. Ces derniers étaient en effet subordonnés au Grand Roi (le Roi Perse) qui, leur déléguant son pouvoir, leur permettait de l'exercer de manière absolue. En revanche, l'exercice de ce pouvoir était contrôlé : il s'agissait pour le Roi et Perse puis pour Alexandre de maintenir l'unité de leurs empires. 
Lorsqu'il s'empare de la Bactriane du Nord, Alexandre III établit plusieurs garnisons composées au total de 10 000 fantassins et 3500 cavaliers. De plus, il incorpore 30 000 otages dans son armée, car il doit faire face à la fragilité de sa domination sur la Bactriane – Sogdiane, deux territoires formant à cette période une seule unité administrative. Sa domination sur la Bactriane ne cesse d’être menacée par les colons grecs laissés sur place, qui souhaitent rejoindre leur cité d'origine. Après plusieurs révoltes, il devient nécessaire pour Alexandre III d'établir et de maintenir un contrôle sur la Bactriane. 
Néanmoins, à la suite de la conquête de la Bactriane, l'administration de la satrapie ne connait pas d'importants changements. En effet, la conquête de cette satrapie est réalisée entre 329 et 327 et il faut attendre 321, après la mort d'Alexandre III, pour que la Bactriane et la Sogdiane soient réformées par Séleucos Ier, héritier de toute la partie asiatique des terres conquises par Alexandre le Grand. Sous Darius III déjà, des "nobliaux semi-indépendants", également appelés hyparques, exerçaient un pouvoir sur une "principauté regroupée autour d'une place forte". Les surplus des prélèvements agricoles y étaient notamment stockés. Ces nobliaux étaient soumis à l'autorité du satrape et devaient notamment répondre à ses convocations militaires. Ainsi, après la mort de Darius III, Alexandre III qui se présente comme son successeur réutilise le système administratif que son prédécesseur avait mis en place. Alexandre III délègue son pouvoir à des satrapes, Artabaze, Amyntas, Tyriaspès et Oxyartès (voir le tableau ci-dessous) tout en reprenant le système administratif perse. 
L'arrivée d'Alexandre en Bactriane entraine tout de même certains changements et notamment l'arrivée de la langue grecque devenant la langue administrative. Les pièces de monnaie frappées en grec attestent de cette influence linguistique .

## Après la mort d'Alexandre III (323-305)
À la mort d'Alexandre en 323, les diadoques (successeurs du Roi des Macédoniens) se répartissent le pouvoir sur les différentes régions de l'empire à l'occasion du partage de Babylone. La satrapie de Bactriane-Sogdiane est confiée au macédonien Philippe. Néanmoins, à la suite des soulèvements des Grecs de Bactriane en 325 et 323, un satrape grec est nommé : le chypriote Stasanor de Soles. La Bactriane étant une marge de l'empire, elle est éloignée des conflits qui opposent les diadoques en Europe et en Asie occidentale.
C'est en 311, alors que les accords de paix proclament Antigone satrape de toute l'Asie, que le général macédonien Séleucos Nikatôr (le vainqueur), ancien satrape de Babylone, conquiert les « satrapies supérieures » regroupant la Bactriane et la Sogdiane. L'exclusion de Séleucos du partage de 311 marque la première année de « l'ère séleucide ». En 305, Séleucos Nikatôr prend le titre de basileus, les documents cunéiformes précisant en effet que Séleucos Ier prend le titre de roi dans la septième année de l'ère séleucide. La naissance d'un royaume hellénistique est actée : à partir de 305, la Bactriane n'est plus une satrapie de l'empire d'Alexandre III mais une satrapie du royaume séleucide naissant auquel elle appartient jusqu'en 250.

## Liste des satrapes de Bactriane
|                                | Période                       | Satrapes de Bactriane                                               |
| ------------------------------ | ----------------------------- | ------------------------------------------------------------------- |
| Rois achéménides               | Cyrus II (550-529)            | Smerdis (fils de Cyrus, assassiné par Cambyse)                      |
| Rois achéménides               | Cambyse II (529-522)          | Hystaspès (père de Darius)                                          |
| Rois achéménides               | Darius I (521-485)            | Dardases                                                            |
| Rois achéménides               | Xerxès I (485-464)            | Masistes Hystaspès                                                  |
| Rois achéménides               | Artaxerxès I (464-424)        | ?                                                                   |
| Rois achéménides               | Xerxès II (424-423)           | Secydianos ou Sogdianos (frère du roi, l'ayant peut-être assassiné) |
| Rois achéménides               | Darius II (423-404)           | ?                                                                   |
| Rois achéménides               | Artaxerxès II (404-358)       | ?                                                                   |
| Rois achéménides               | Artaxerxès III (358-336)      | ?                                                                   |
| Rois achéménides               | Arsès (336-335)               | ?                                                                   |
| Rois achéménides               | Darius III (335-330)          | Bessos                                                              |
| Alexandre III et les diadoques | Alexandre III (328-323)       | Artabaze Amyntas Tyriaspès Oxyartès                                 |
| Alexandre III et les diadoques | Partage de Babylone (323)     | Philippe                                                            |
| Alexandre III et les diadoques | Partage de Triparadisos (321) | Stasanor de Soles                                                   |
| Alexandre III et les diadoques | Séleucos I (311-281)          |                                                                     |

### Sources antiques
- Strabon, Géographie,
- Diodore d'Agyrion, Bibliothèque Universelle
- Arrien, Anabase

#### Ouvrages
- E. Will, Histoire politique du monde hellénistique, Tome 1, Première partie, Chapitres 1 et 2
- Marie Nicolas-Bouillet, Alexis Chassang (dir), Dictionnaire universel d'histoire et de géographie
- Une société de gens de lettres et de savants, Bibliothèque universelle, ancienne et moderne
- Mathilde Mahé-Simon, Jean Trinquier, L'histoire d'Alexandre selon Quinte-Curce
- Pierre Jouguet, L'Impérialisme macédonien et l'hellénisation de l'Orient
- François Pernot, Les routes de la soie
- Pierre Amiet, L'Antiquité orientale, "Que sais-je ?", PUF
- Hugh George Rawlinson, Bactria, the History of a Forgotten Empire
- Thierry Petit, Satrapes et satrapies dans l'empire achéménide de Cyrus le Grand à Xerxès Ier

#### Articles
- S. Shaked «De Khulmi à Nikhšapaya : les données des nouveaux documents araméens de Bactres sur la toponymie de la région (IVe siècle av. n. è.)», Comptes rendus des séances de l'Académie des Inscriptions et Belles-Lettres, no 147, 1517-1535
- E.U., « BACTRIANE  », Encyclopædia Universalis [en ligne], consulté le 7 mars 2017. URL : http://www.universalis.fr/encyclopedie/bactriane
- N. Sims-Williams, "Nouveaux documents sur l'histoire et la langue de la Bactriane", Comptes rendus des séances de l'Académie des Inscriptions et Belles-Lettres, 1996, Volume 140, no 2, p. 633-654
- P. Leriche, « La Bactriane, de l'hellénisme au bouddhisme », Dossiers d'archéologie, no 211,‎ 1996-2003
- (en) Pierre Leriche et Frantz Grenet, « Bactria », sur Encyclopaedia iranica, 1988 (consulté le 14 octobre 2017)